# 粟屋元充
粟屋 元充（あわや もとみつ）は、戦国時代から江戸時代前期にかけての武将。毛利氏の家臣。

## 生涯
弘治3年（1557年）、毛利氏家臣渡辺就国の次男として誕生。父・就国が元々は粟屋元国の三男であった事から、元充は「粟屋」の名字を称した。
永禄8年（1565年）、毛利元就の命により新たに毛利輝元の小姓として付けられ、同年12月18日、石見国美濃郡において25貫目の地を給地として与えられる。元亀3年（1572年）2月9日に輝元の加冠を受けて元服し、「元」の偏諱を与えられて「元充」と名乗った。
天正6年（1578年）3月24日、売地となっていた安芸国高田郡多治比の中間五郎次郎の屋敷地を与えられ、天正13年（1585年）2月1日には「太郎兵衛尉」の官途名を与えられた。慶長2年（1597年）9月1日、毛利輝元から202石9斗余りの地を与えられ、慶長12年（1607年）に「肥後守」の受領名を与えられた。
老境に入ると足を悪くしたため、本知行を嫡子・元賢に譲り家督を継がせるよう命じられ、元充には隠居領として50石が与えられた。寛永15年（1638年）7月25日に死去。享年82。元充の隠居領は次男・元俊が相続した。